# Arachis palustris
Arachis palustris är en ärtväxtart som beskrevs av Antonio Krapovickas och Al. Arachis palustris ingår i släktet jordnötter, och familjen ärtväxter. Inga underarter finns listade i Catalogue of Life.